# Sikorsky UH-60 Black Hawk
Sikorsky UH-60 Black Hawk (slovensko Črni sokol) je večnamenski vojaški helikopter, ki je po navadi v uporabi kot transportni vojaški helikopter ali pa kot jurišni helikopter za zračne desante.

## Zgodovina
UH-60 je bil razvit leta 1972 kot zamenjava za zastareli UH-1 Iroquois (dotedanji primarni helikopter Kopenske vojske ZDA). Trije prototipi so bili zgrajeni in oktobra 1974 je vzletel prvič kot model YUH-60. Njegov glavni tekmec je bil model YUH-61, delo podjetja Boeing-Vertol. UH-60 je zmagal na razpisu in leta 1979 je bil kot UH-60A uveden v operativno uporabo Kopenske vojske ZDA. 
Leta 1982 so ustvarili posebno različico HH-60 Pave Hawk, ki je namenjena za reševanje sestreljenih letalcev in drugih izgubljenih oseb.
Že naslednje leto (1983) so uvedli pomorsko različico SH-60 Seahawk.
V poznih 80. letih 20. stoletja so osnovno izpeljanko nadgradili v UH-60L (prvi helikopter te serije je imel številko 89-26179). Ta različica je imela izpopolnjen motor, kar je helikopterju dalo več moči in potiska. 
Leta 1992 je bila uvedena nova različica HH-60J Jayhawk, izboljšani HH-60 Pave Hawk.

## Zasnova
Zaradi značilne široke in »potlačene« zasnove trupa se lahko UH-60 lažje izogne radarskemu nadzoru in ima zelo dobre lastnosti pri zelo nizkem letenju. Opremljen je z izboljšanim električnim in hidravličnim sistemom. Sama struktura helikopterja je zasnovana tako, da zadrži večino udarca pri trčenju. Tudi rezervoarji so zasnovani, da preživijo nesrečo in so samotesnilni. Sedeži za posadko so zasnovani, da »vpijejo« kakršnokoli energijo pri nesreči in tako zavarujejo posadko. Sam trup helikopterja lahko zadrži ogenj do kalibra 23 mm.
Posadko helikopterja sestavljajo tri osebe: pilot, kopilot in letalski tehnik, ki skrbi za vratna orožja. Poleg tega lahko transportna kabina sprejme še do 11 polnoopremljenih vojakov oz. štiri nosila z enim medicinskim spremljevalcem. Transportna kabina je opremljena z ventilacijsko-ogrevalnim sistemom.
Osnovno oborožitev helikopterja tako predstavljajo mitraljezi 7,62 oz. 12,7 mm, ki se jih da namestiti na vratne nosilce. Za potrebe naloge se lahko helikopterju pritrdijo še zunanji nosilci-krila, na katere se lahko naloži do 4.500 kg (npr. 16 raket Hellfire).
Za večje tovore ima helikopter zunanjo kljuko, ki lahko dvigne do 4.072 kg težak tovor. Tako lahko en UH-60 dvigne 105-mm havbico, celotno havbično posadko 6 ljudi in še 30 granat.
Osnovni notranji rezervor lahko sprejme 1.360 l goriva. Lahko se namestita še dva zunanja rezervoarja (skupaj 1.400 l) in še en notranji (1.740 l).

## Različice
Sikorsky HH-60 Pave Hawk
HH-60 je različica UH-60, ki je primarno namenjena za helikoptersko reševanje posameznih ljudi. Tako je različica opremljena z dvižnim vitlom s 60,96 m dolgim kablom, ki lahko dvigne 270 kg. Poleg tega ima uvlečno cev za zračno polnjenje z gorivom. Različica HH-60G je bila uvedena leta 1982.
Sikorsky SH-60 Seahawk
SH-60 je različica UH-60, ki je bila razvita za potrebe Vojne mornarice ZDA, ki je potrebovala helikopter, ki lahko pristaja na vojnih ladjah in po možnosti ga je lahko tudi skladiščiti znotraj ladje. Tako ima različica preklopna rotorna rezila in povečan rezervoar za gorivo. Različica SB-60B je bila uvedena leta 1983, različica SH-60F pa leta 1988.
Sikorsky HH-60J Jayhawk
HH-60J je različica, ki temelji na klasičnemu HH-60 Pave Hawk, ki pa jo uporablja Obalna straža ZDA za reševanje brodolomcev.
Sikorsky S-70 Firehawk
S-70 je civilna različica, ki je bila razvita za potrebe gasilske službe, Medevaca in zunanjega transporta večjega tovora. Poleg civilnih javnih služb to različico uporablja tudi Nacionalna garda ZDA.
Sikorsky MH-60 Black Hawk
MH-60 je posebna različica, ki je namenjena za letalsko podporo specialnim silam med izvajanjem operacij. To različico uporablja 160. specialnooperacijski aviacijski polk.

## Uporabniki
Prvotni uporabnik UH-60 je bila Kopenska vojska Združenih držav Amerike, nakar so jo sprejeli v celotnih Oboroženih silah ZDA.
Drugi uporabniki UH-60 so oborožene sile naslednjih držav: Argentina, Avstralija, Avstrija, Bahrajn, Brunej, Čile, Egipt, Filipini, Grčija, Hongkong, Izrael, Japonska, Jordanija, Južna Koreja, Kolumbija, Ljudska republika Kitajska, Malezija, Maroko, Mehika, Saudova Arabija, Republika Kitajska (Tajvan) in Turčija.